# Eric Eichmann
Eric Eichmann (Margate (Flórida), 7 de maio de 1965) é um ex-futebolista estadunidense, que atuava como atacante.

## Carreira
Eric Eichmann integrou a histórica Seleção dos Estados Unidos na Copa do Mundo de 1990.